# Хайнрих Карл фон Брауншвайг-Волфенбютел
Хайнрих Карл фон Брауншвайг-Волфенбютел (на немски: Heinrich Karl von Braunschweig-Wolfenbüttel; * 7 септември 1609, дворец Хесен; † 11 юни 1615, Хелмщет) от род Велфи (Среден Дом Брауншвайг), е номинален херцог на Брауншвайг-Люнебург, принц от Брауншвайг-Волфенбютел и протестантски епископ (администратор) на Епископство Халберщат от 1613 до 1615 г.

## Живот
Той е син на херцог Хайнрих Юлий фон Брауншвайг-Волфенбютел (1564 – 1613) и втората му съпруга принцеса Елизабет Датска (1573 – 1626), дъщеря на крал Фридрих II от Дания.
На 21 октомври 1613 г., малко след смъртта на баща му, капителът на Халберщат избира 4-годишния Хайнрих Карл за протестантски администратор на Епископство Халберщат. Хайнрих Карл умира от едра шарка на 5-години в Хелмщет, където трябва да расте и възпитаван, още преди да поеме службата си. Той е погребан в църквата Мария във Волфенбютел. Последван е в службата му от по-големия му брат Рудолф.